# 恐竜の飼いかた
『恐竜の飼いかた』（きょうりゅうのかいかた、HOW TO KEEP DINOSAURS.）はいしがきのぼるによる日本の漫画作品。『月刊コミックリュウ』（徳間書店）の公式サイトでWeb連載されていた。1話を前後分割して毎月第一・第三月曜日に更新するというスタイルで、単行本では前後編の継ぎ目なく繋げられている。またpixivコミックにおいても一部のエピソードが公開された。初回のみ、コミックリュウ本誌にも掲載された。
作者の初連載作品で、恐竜がいる町で、三姉妹のゆるい日常生活を描いた作品。恐竜の存在が、あたりまえに現代の日常に溶け込んでいるという特徴がある。画風はリアルよりもデフォルメ寄りで、特に恐竜は点目で描かれることが多い。
完結後に、公式がニコニコ静画の「ニコニコCOMICリュウ」にて2018年7月26日から連載している。

## あらすじ
全20話で、作中時間は春から1年間。町田と八王子の間に位置する「町王子」の町には、恐竜がいる。住宅街の奥村家の庭にはびわの木があり、春になると実をつける。

### 1巻（1-6話+番外編）
奥村ねね子は結婚詐欺師に騙され、マンガの仕事もうまくいかない。そんな彼女と妹の「フキ」、猫の「コスケ」の元に、父が腹違いの三女「よりか」と恐竜の「びわ」を連れて来た。自分は海外へと出かけるため、預かって欲しいのだという。こうして奥村家に新たな家族が加わる。ねね子は恐竜を飼い始めたことを担当編集者の角藤に報告したところ、「ならばそれを漫画にしてみませんか」と提案される。
エサ、予防接種や首輪などの手続きを経て、びわが正式に奥村家の飼い竜になる。よりかには転校したクラスで友達ができ、フキはソフトボール部に復帰する。よりかが鶏肉と間違えて恐竜肉を買って来る、扉の前でびわが眠ってしまいねね子がトイレに閉じ込められるなど日常のハプニングも発生する。また新しくできたアニマルモールにびわを連れて出かけたところ、ねね子は種山と再会する。

### 2巻（7-12話）
ねね子はモテ期到来と思いきや、ハズレばかりであったと種山に愚痴る。夏がやって来て、お祭り、お盆、夏休みなどのイベントが続く。コスケは子猫を産み、ねね子は種山の獣医の伝手を介して里親を探し、また往診の助手も行う。

### 3巻（13-最終話）
ねね子は旧友の川野と再会し、お互いの近況を報告し合う。冬になり、よりかは誕生日とクリスマスのお祝いを受ける。初詣に出かけたとき、ねね子は種山にデートに誘われるも、本人は自覚がなくフキに指摘されて初めて気づき、デートで正式に告白される。ねね子の漫画は、掲載誌休刊に伴う連載終了が決まる。

## 登場人物

### 奥村家
奥村ねね子
三姉妹の長女。26歳の漫画家。茶髪を三つ編みにして、眼鏡をかけている。連載は2作以上で、現在は恐竜の飼育エッセイ漫画を連載中。
奥村フキ
三姉妹の次女。16歳の高校生。長身で恵体。「おっきい恐竜って超かわいい」という価値観がある。4話でソフトボール部に復帰。
奥村よりか
三姉妹の三女。10歳の小学生。姉二人とは腹違いの妹。しっかりもの。姉たちを「ねね子お姉ちゃん」「フキちゃん」と呼ぶ。15話で誕生日を迎える。
奥村父
大学の教授。1話で姉妹によりかを預け、海外に旅立った。
びわ
よりかと共に奥村家にやって来た、恐竜の子供。1歳のオス。品種は「カルガリーに見えるが血統書が無くよくわからないので雑種」という扱い。名前は、体表がびわの実のような黄橙色をしていることから命名された。温厚で呑気な性格をしており、「がえっ　がえっ」と鳴く。三姉妹が交代で散歩に連れ出している。なかなかトイレを覚えなかったが8話で克服する。
作中では「恐竜」としか言われておらず、種を特定できない。概ねを説明すると、四足歩行の子供恐竜が、漫画の画風でシンボル化・デフォルメ化され描かれているという恐竜像になっている。
コスケ
奥村家の飼い猫である白猫。1巻末番外編にて妊娠し、10話扉絵にて出産した。なお恐竜は猫を怖がるという習性があるとされる。
ダイスケ
初登場は10話。コスケの子供。兄弟達は里子に出され、奥村家に残った一匹。

### その他
角藤
初登場は1話。恐竜を専門に扱う『コミックリュウ』という漫画雑誌の編集者。ねね子の担当。11話にて奥村家から子猫の「ゆうか」を引き取る。16話は三姉妹が登場せず彼の主役回。
平岩いずみ
初登場は3話。よりかの同級生。恐竜を見ると興奮してアレルギーの鼻水が出る。アレルギーが出る前は黒い恐竜の「クロ」を飼っており、今は祖父の家から写真を送ってもらっている。
江森
初登場は4話。フキの友人で、彼女を「フッキー」と呼ぶ。ソフトボール部員。10話にて捨てられていた恐竜型ロボットを拾う。
沢木克也
初登場は6話。名家の子息で、ペット屋のマネージャー。ハンドルネーム「ステテコサウルス」。
種山
初登場は6話。獣医。ねね子の中学時代の同級生で「タネヤン」と呼ばれる。猫から恐竜まで診察治療する。飼い竜は装盾類の「ミーシャ」。ねね子に好意を持つ。
「お姉さん」
9話に登場。迷子の恐竜「ロッキー」を、よりかと共に探す。
川野恭子
14話に登場。3年前に漫画家を志望していたとき、捨て恐竜を拾って飼い始める。結婚して町王子でねね子と再会する。飼い竜は最初の「タツオ」に始まり、「ノブ」「ミキ」「ブンタ」「ヒロキ」と5匹以上いる。

## 登場恐竜、世界観など
舞台となるのは、町田と八王子の間に位置する「町王子」の町である。この世界では、恐竜の存在があたりまえに現代の日常に溶け込んでいる。作外他者レビューでは、コミックナタリーが「現代の日本に似ているが、恐竜が存在しペットとして飼う人もいる世界が舞台」（『恐竜が一般的なペットとして飼われている』『恐竜が一般家庭で飼育されている』など多少の表記ゆれもある）と紹介している。
恐竜の種名や品種名といったものがほとんど登場せず、図鑑であることよりも、古生物・非日常であるはずの恐竜が、現代日本の日常に溶け込んでいることにフォーカスを置いた作風となっている。
カミナリさん
初登場は1話、2話で名前が判明。巨大な竜脚類で、近所でもちょっとした有名になっている。当初は三姉妹に野良恐竜かと思われていたが、飼い恐竜であったことが判明した。カラーイラストでの体表は白で、アパトサウルスのリューシスティック（白変種）。
コミックリュウ
3つあり区別が必要である。
1つ目は作中のコミックリュウで、恐竜を専門に扱うコミック誌。角藤が編集し奥村ねね子が連載漫画を掲載する。1話で創刊され最終話で休刊となり、ねね子の連載は終了した。
2つ目は現実の月刊コミックリュウ本誌。本品作の1話が掲載され、また連載終了後の2018年6月19日号（8月号）で休刊となった。
3つ目は現実のコミックリュウWebCOMIC。月刊コミックリュウの公式サイトである。本作品が2年間にわたり連載されていた。
「愛竜元気」
初登場は2話。ペットフード。水を加えるとふくらむ。びわのエサ。
スマートフォン
ねね子、フキ、いずみなどは所有している。よりかは「小学生にはまだ早い」という理由から持っていない。
リュウリンガル（バウリンガル）
3話に登場。恐竜の言葉を日本語に翻訳するというおもちゃアプリ。有料版では逆ができるようになる。フキといずみが使用した。
恐竜GO（ポケモンGO）
10話に登場。街中にいない巨大な恐竜から、実際にいない小型の恐竜まで出てくる。フキがプレイしていた。

竜又
3話に登場。 野良の獣脚類。「尻尾が二又で人語を喋る」（猫又＋口裂け女）と怪談となっている。
「柳肉」
4話に登場。恐竜（正確には首長竜）の肉。ムネ肉は、安い鶏ムネよりも10倍以上安くまずいため、上手く調理しないととても食べられたものではない。
ネオンモール（ネオン）
6話から登場。ショッピングセンターなどを展開している大手企業グループ。
町王子のモールは、奥村家とは町王子駅をはさんで反対側にあり、大型恐竜連れの客も入店できるアニマルモールがオープンした。マネージャーは沢木克也で、恐竜の扱いにはカーディーラーが持つ車両運用のノウハウを参考にしたという。
恐竜型ペットロボット「ダイノボー」
10話に登場。自動車以上のサイズで二足歩行する。捨てられていたところを、江森になついた。鳴き声の代わりに電子音を発する。
ディロフォサウルス
11話に登場。小山家の飼い竜。小型サイズの恐竜で、エリマキが生えており、病気で吐く。
品種名「アンベルマン」
11話に登場。種山が診察した飼い竜。大型獣脚類。手足が短く胴が長い。前傾姿勢をとる多くの獣脚類とは異なり、いわゆる「ゴジラ型」で直立するが、これは昔大型の獣脚類がいなかった地域で想像されていた姿を再現した品種であるため。

## その他
キャラクターは『やっぱり猫が好き』の三姉妹をモデルとしているということが言及されている。
終盤にて「（作中の）コミックリュウが休刊になるので、ねね子の連載を最終話にする」という展開が発生する。この後、現実の月刊コミックリュウが休刊になってしまうが、これは意図せざる偶然だという。

## 書誌情報
- いしがきのぼる 『恐竜の飼いかた』 徳間書店〈RYU COMICS〉、全3巻
  1. 2017年2月13日発売 ISBN 978-4-19-950551-5
  2. 2017年9月13日発売 ISBN 978-4-19-950584-3
  3. 2018年7月13日発売 ISBN 978-4-19-950635-2

COMIC ZIN、とらのあな、一般書店、電書版に、それぞれ異なる特典ペーパーイラストが付く（とらのあなは1・2巻のみ）。

## 関連
- 恐竜の飼いかた教えます（原題：HOW TO KEEP DINOSAURS） - 恐竜の飼いかたを解説するジョーク本。著者はロバート・マッシュで、旧版と新版がある。英題邦題共に共通し、作者自身からの言及はないがリスペクトしていることがわかる。
- きょうりゅうのかいかた - くさのだいすけ著、やぶうちまさゆき絵による児童向け物語絵本。1983年11月に刊行された。ぶろんとざうるす（竜脚類）の子供を飼育する話で、洗う予防接種エサトイレなど、先行の着眼がみられる。[注 6]